# 服部譲二
服部 譲二（はっとり じょうじ、1969年1月21日 - ）は、東京都生まれのヴァイオリニスト、指揮者。

## 経歴

### 生い立ち
時計メーカー、セイコーの創業者である「時計王」服部金太郎の曾孫にあたる。第2代社長の服部玄三は祖父。父禮次郎は第5代のセイコーホールディングス社長を務めた後、ながらく会長、晩年は名誉会長の地位にあった。
母は、ヴァイオリニストで桐朋学園大学教授の服部豊子、旧姓植野。東京弦楽四重奏団の中心となった他、当時諏訪根自子や巖本真理と並ぶ「三大美人ヴァイオリニスト」の一人と呼ばれた。
5歳から母親にヴァイオリンを習い始める。1977年、家族とともにウィーンへ移住し、主にウィーン・フィルハーモニー管弦楽団のメンバーと親しんだ。ライナー・キュッヒル、ミシェル・シュヴァルベ、ウラディーミル・スピヴァコフに師事し、ミネアポリス音楽大学で学んだ。

### ヴァイオリニストとしての活動
1989年、第4回ユーディ・メニューイン国際コンクールで第1位、1990年、スヘフェニンゲン国際音楽コンクールで第2位、1991年、第2回レオポルト・モーツァルト国際ヴァイオリン・コンクールで第2位を受賞した。1992年、第3回新日鉄音楽賞「フレッシュ・アーティスト」 を受賞した。
多くのストラディヴァリウスやグァルネリウスといった希少楽器を所有した後、現在は1733年製グァルネリ・デル・ジェズ「ヘンメアレ」を使用している。

### 指揮者としての活動
2002年、第1回マゼール・ヴィラー指揮者コンクールで「リンカーン・マゼール・フェローシップ賞」を受賞し、指揮者としてカーネギーホールでデビューした。

## 近況
現在、ロンドンに在住し、英国王立音楽院の客員教授を務めている。2007年秋、ドイツ・エアフルト歌劇場の第1カペルマイスターに就任した。